# シッピング・ニュース (映画)
『シッピング・ニュース』（原題: The Shipping News）は、2001年公開のアメリカ映画。
E・アニー・プルーの原作本は1993年にピューリッツァー賞（フィクション部門）と全米図書賞を受賞した。

## ストーリー
父親に水の中に放り込まれて溺れそうになり、「生まれる家を間違えた　どこかで本当の家族が僕を待ってる。父親から見れば犬かきの失敗が僕の欠陥の始まりだった」と思う。
ニューヨークの新聞社でインク係として働くクオイルは、少年時代に父から厳しくされたことが傷となって、無気力で惰性のような人生を送っている。ある日、突然両親が自殺したという知らせが入り、その直後、奔放な妻ペタルは駆け落ちの途中で自動車事故で急死する。ペタルは生前、人身売買の闇組織と契約し、娘バニーを6000ドルで売っていた。間一髪で娘を取り返した代わりにクオイルは破産状態となり、父の異父妹アグニスが「人を失った悲しみは暦が一巡しないと癒えない」「祖先の地ほど安らぐところはない」といって一緒に祖先の地ニューファンドランド島へ向かうことになる。
ニューファンドランドには父やアグニスの生家が50年経つ今もまだ残っていた。厳しい自然と新しいコミュニティになじめないままクオイルは地元紙に就職するが、彼が命じられた仕事はシッピング・ニュース（港湾情報）の記事を書くことだった。
漁ばかりしている編集長から交通事故を強調して書くように教えられるが、妻の事故がトラウマとなる。バイク事故を取材せずに書いた「ヒトラーのヨットで攻撃する妻」の記事が評判で、船のコラムを書くように命じられる。古株のタートなどスタッフはみんな変わっている。娘は幽霊がいると騒ぐ。「夫を亡くしたショックの中で生んだ」という息子をもつ託児所園長のウェイヴィと仲良くなる。クオイル一族はかつて海賊で追放され、家は別の島から氷の上を運んできたものだった。
クオイルは海で首のない死体を見つけ、ボートが転覆して溺れそうになり、トラウマに襲われるが、何とか救出される。虐待に耐えかねた妻に殺された夫の死体だった。アグニスも暗い過去を引きずっていたことを知る。記者のナットビームがイギリスに戻ろうとすると、みんなで船を破壊してしまう。亡夫との間に暗い過去があったウェイヴィと結ばれる。嵐で死んだと思った編集長が生き返る事件も起きて、お母さんも眠っているなら起こすべきと娘がクオイルを責めるが、事実を話して和解する。家も吹き飛ばされていたが、なぜか気持ちは明るく、「大嵐　家を奪う　あとには絶景が」という見出しの記事を考える。

## キャスト
| 役名         | 俳優                                                       | 日本語吹替 |
| ------------ | ---------------------------------------------------------- | ---------- |
| クオイル     | ケヴィン・スペイシー                                       | 寺杣昌紀   |
| ウェイヴィ   | ジュリアン・ムーア                                         | 勝生真沙子 |
| アグニス     | ジュディ・デンチ                                           | 谷育子     |
| ペタル       | ケイト・ブランシェット                                     | 塩田朋子   |
| バニー       | アリッサ・ゲイナー ケイトリン・ゲイナー ローレン・ゲイナー | 川田妙子   |
| ジャック     | スコット・グレン                                           | 堀勝之祐   |
| タート       | ピート・ポスルスウェイト                                   | 麦人       |
| ナッツビーム | リス・エヴァンス                                           | 桐本琢也   |

- その他の声の吹き替え:西村知道／坂詰貴之／小山武宏／益富信孝／山下亜矢香／川村拓央／重松朋／水野光太／前田ゆきえ／河村今日子

## 主な受賞
- フロリダ映画批評家賞：助演女優賞（ケイト・ブランシェット）
- ナショナル・ボード・オブ・レビュー：助演女優賞（ケイト・ブランシェット）